# La Masquèra
La Masquèra (francès Lamasquère) és un municipi del departament francès de l'Alta Garona, a la regió d'Occitània.